# A Galaxy Next Door
A Galaxy Next Door (яп. おとなりに銀河 Отонари ни гинга, «Галактика по соседству») — манга, написанная и проиллюстрированная Гидо Амагакурэ. Публиковалась в журнале сэйнэн-манги Good! Afternoon издательства Kodansha с апреля 2020 по июнь 2023 года и была издана в шести томах-танкобонах. В апреле 2023 года состоялась премьера двух адаптаций манги — дорамы и аниме-сериала.

## Синопсис
После смерти отца молодой мангака Итиро Куга каждый день усердно трудится, чтобы обеспечивать своих младших брата и сестру. Итиро под псевдонимом Коконэ Момоти рисует сёдзё-мангу и ему требуется помощник, умеющий рисовать на бумаге. Однажды он познакомился с Сиори Госики, которая в дальнейшем стала его помощницей и оказалась принцессой инопланетного народа, пришедшего с упавшей звезды.

## Персонажи
Итиро Куга (яп. 久我 一郎 Куга Итиро:)
Сэйю: Таку Ясиро; исполнение роли: Хаято Сано
Сиори Госики (яп. 五色 しおり Госики Сиори)
Сэйю: Ю Вакуи; исполнение роли: Рикако Яги
Мати Куга (яп. 久我 まち Куга Мати)
Сэйю: Рина Эндо; исполнение роли: Саэ Кояма
Фумио Куга (яп. 久我 ふみお Куга Фумио)
Сэйю: Мариа Наганава; исполнение роли: Рикуто Исидзука
Тихиро Ибусуки (яп. 指宿 ちひろ Ибусуки Тихиро)
Сэйю: Риэ Такахаси
Масахиро Морикуни (яп. 護国 正弘 Морикуни Масахиро)
Сэйю: Томокадзу Сугита; исполнение роли: Тикара Хонда
Момока Морикуни (яп. 護国 桃香 Морикуни Момока)
Сэйю: Ёко Хикаса; исполнение роли: Кана Кита
Мияко Госики (яп. 五色 都 Госики Мияко)
Сэйю: Хироко Кисо; исполнение роли: Аоба Каваи
Кэн Госики (яп. 五色 健 Госики Кэн)
Сэйю: Синдзи Нагано; исполнение роли: Ясуюки Маэкава
Фуми Госики (яп. 五色 文 Госики Фуми)
Сэйю: Сатоми Кобаяси

## Медиа

### Манга
A Galaxy Next Door, написанная и проиллюстрированная Гидо Амагакурэ, публиковалась в журнале сэйнэн-манги Good! Afternoon издательства Kodansha с 7 апреля 2020 по 7 июня 2023 года. Манга была завершена 6 мая 2023 года; глава-эпилог опубликована 7 июня этого же года. На июль 2023 года главы манги были скомпонованы в шесть томов-танкобонов. Первый том поступил в продажу 6 ноября 2020 года; шестой и последний — 6 июля 2023 года.
В июне 2021 года американское издательство Kodansha USA объявило о приобретении лицензии на публикацию манги на английском языке.

#### Список томов
| №  | Дата публикации  | ISBN                   |
| -- | ---------------- | ---------------------- |
| 01 | 6 ноября 2020 г. | ISBN 978-4-0652-1437-4 |
| 02 | 7 мая 2021 г.    | ISBN 978-4-0652-3224-8 |
| 03 | 5 ноября 2021 г. | ISBN 978-4-0652-5933-7 |
| 04 | 6 мая 2022 г.    | ISBN 978-4-0652-7827-7 |
| 05 | 7 ноября 2022 г. | ISBN 978-4-0652-9651-6 |
| 06 | 6 июля 2023 г.   | ISBN 978-4-0653-2163-8 |

### Дорама
Об адаптации манги в формат дорамы было объявлено 25 января 2023 года. На должность режиссёра были назначены Ёсихито Окасита, Идзуру Кумасака и Масаюки Кокурё. Трансляция дорамы проходила с 3 апреля по 25 мая 2023 года на телеканале NHK. Основная музыкальная тема дорамы — «Happy Date», исполненная певицей Юкой.

### Аниме
Об адаптации манги в формат аниме-сериала было объявлено 27 апреля 2022 года. Производством аниме-сериала занялась студия Asahi Production, на должность режиссёра был назначен Рюити Кимура, сценаристом стал Гигаэмон Итикава, дизайнером персонажей — Фуюка Отаки, а композитором  — Такацугу Вакабаяси. Аниме-сериал транслировался с 9 апреля по 25 июня 2023 года на телеканалах Tokyo MX и BS11. Открывающая музыкальная тема аниме-сериала — «Tonari Awase» (яп. となりあわせ Тонари авасэ, «Соседство»), исполненная певицей Тинацу Мацумото; закрывающая — «Near Stella», исполненная Ю Вакуи.
За пределами Азии аниме-сериал лицензирован стриминговым сервисом Crunchyroll. На территории Азии и Океании (за исключением Австралии и Новой Зеландии) аниме-сериал лицензирован компанией Medialink и транслировался посредством YouTube-каналов Ani-One. Сериал также транслировался в Юго-Восточной Азии посредством сервиса Bilibili.

#### Список серий
| №  | Название                                                             | Режиссёр                 | Премьера в Японии |
| -- | -------------------------------------------------------------------- | ------------------------ | ----------------- |
| 01 | Переработки с принцессой «Химэ то сюраба» (姫と修羅場)               | Ёсихиса Мацумото         | 9 апреля 2023 г.  |
| 02 | Шоппинг с принцессой «Химэ то окаимоно» (姫とお買い物)               | Кодзи Симада             | 16 апреля 2023 г. |
| 03 | Взрыв эмоций с принцессой «Химэ то бакухацу» (姫と爆発)              | Итиро Судзуки            | 23 апреля 2023 г. |
| 04 | Причуды природы с принцессой «Химэ то сорамоё:» (姫と空もよう)       | Ёсихиса Мацумото         | 30 апреля 2023 г. |
| 05 | В зоопарк с принцессой «Химэ то до:буцуэн» (姫と動物園)              | Хидэаки Уэхара           | 7 мая 2023 г.     |
| 06 | Принцесса и письмо «Химэ то отэгами» (姫とお手紙)                    | Аой Мори                 | 14 мая 2023 г.    |
| 07 | Простуда с принцессой «Химэ то бинэцу» (姫と微熱)                    | Сигэру Уэда              | 21 мая 2023 г.    |
| 08 | Рождество с принцессой «Химэ то курисумасу» (姫とクリスマス)         | Тадато Судзуки, Аой Мори | 28 мая 2023 г.    |
| 09 | На источники с принцессой «Химэ то онсэн» (姫と温泉)                 | Кунихиро Мори            | 4 июня 2023 г.    |
| 10 | Семейная встреча с принцессой «Химэ то кадзоку каиги» (姫と家族会議) | Хидэаки Уэхара           | 11 июня 2023 г.   |
| 11 | Куга и удаление шипа «Куга-кун то тогэнуки» (久我くんと刺抜き)       | Аой Мори                 | 18 июня 2023 г.   |
| 12 | Фейерверки с принцессой «Химэ то ханаби» (姫と花火)                  | Ёсихиса Мацумото         | 25 июня 2023 г.   |

## Приём
В путеводителе сайта Anime News Network по манге весны 2022 года Кристофер Фэррис, Жан-Карло Лемус, Ребекка Сильверман и MrAJCosplay провели обзор первого тома манги. Фэррис и Лемус положительно высказались о концепции сюжета, повседневности и иллюстрациях манги. Сильверман отметила персонажей и отсылки к нескольким литературным произведениям, в том числе на «Мэри Поппинс» Памелы Трэверс. MrAJCosplay посчитал первый том «очаровательным», однако подвёрг критике темп повествования.
Демельза с сайта Anime UK News поставила первому тому манги девять баллов из десяти, похвалив проработку сюжета, персонажей и иллюстраций, и написала в заключение: «Гидо Амагакурэ создала ещё одну увлекательнейшую серию, которая заставит вас захотеть большего». В рецензии на второй и третий тома манги Демельза похвалила романтику и проработку сторонних сюжетных линий, однако отнесла к недостаткам уход на второй план рисование манги, поставив в результате обоим томам восемь баллов из десяти.